# Сант'Анђело Ал'Еска (Авелино)
Сант'Анђело Ал'Еска (итал. Sant'Angelo All'Esca) је насеље у Италији у округу Авелино, региону Кампанија.
Према процени из 2011. у насељу је живело 721 становника. Насеље се налази на надморској висини од 457 м.

## Становништво
Према резултатима пописа становништва 2011. у општини је живело 836 становника.
| 1931. | 1936. | 1951. | 1961. | 1971. | 1981. | 1991. | 2001. | 2011. |
| ----- | ----- | ----- | ----- | ----- | ----- | ----- | ----- | ----- |
| 1.840 | 1.989 | 2.054 | 1.614 | 1.374 | 1.075 | 1.058 | 942   | 836   |